# شعب هندو تركي
هاجر أسلاف الشعب الهندو تركي إلى جنوب آسيا في زمن سلطنة دلهي والدولة المغولية. سلطنة دلهي هو مصطلح يستخدم لخمس ممالك قصيرة العمر، ومقرها دلهي، اثنتان منها من أصل تركي كانت في العصور الوسطى في الهند وهي سلالة مماليك (دلهي) وسلالة تغلق. السلالات التركية الأخرى التي حكمت في جنوب آسيا تشمل الغزنويين، ودولة مغول نواب البنغال ومرشيد أباد. شهدت جنوب الهند أيضًا العديد من السلالات الحاكمة ذات الأصل التركي مثل سلالة العادل شاهية وسلطنة بيدر وسلالة قطب شاهي المعروفة مجتمعة باسم سلطنات الدكن. كانت دولة المغول دولة من أصل تركي مغولي، وحكمت، في أقصى مدى إقليمي لها، معظم جنوب آسيا، بما في ذلك أفغانستان وباكستان والهند وبنغلاديش وأجزاء من أوزبكستان من أوائل القرن السادس عشر إلى أوائل القرن الثامن عشر. تأسست سلالة المغول على يد أمير جغتايئ يُدعى بابر (حكم في الفترة من 1526 إلى 3030)، والذي كان من نسل الفاتح التركي المغولي تيمور (تيمورلنك)، والتي كانت أمهُ بنت الابن الثاني للحاكم المغولي جنكيز خان. هناك أيضًا عدد كبير من المتحدرين من الأتراك المعروفين باسم راوثر، ويتواجد معظمهم في جنوب الهند.

## السلالات البارزة
- السلالة الغزنوية
- الدولة الخلجية
- سلطنة دلهي
- سلالة إلياس شاهي
- مماليك الهند
- الدولة التغلقية
- العادل شاهية
- سلطنة بيدر
- قطب شاهي
- الدولة التيمورية
- سلطنة مغول الهند
- نواب البنغال ومرشد أباد
- سلطنة البنغال
- قطب شاهي
- دولة حيدر آباد